# Humayun Azad
Humayun Azad (en bengalí: হুমায়ূন আজাদⓘ:  হুমায়ূন আজাদ ; 28 de abril de 1947 – 12 de agosto de 2004) fue un escritor, poeta y lingüista bangladesí. Escribió más de setenta títulos. Está considerado y honrado como un escritor influyente en la historia de la literatura moderna bengalí y el lingüista principal de la lengua bengalí. Sus textos contra el fundamentalismo religioso recibieron críticas positivas y negativas. Fue acechado y atacado por grupos fundamentalistas islamistas por sus escritos.
Se le otorgó el Bangla Premio de Academia en 1986 por sus contribuciones a la lingüística bengalí. En 2012, el Gobierno de Bangladés lo honró con el Ekushey Padak póstumo.

## Vida profesional y literaria
Nació en el pueblo de Rarhikhal en Bikrampur, Munshiganj en 1947. Ganó un BA en la lengua y literatura bengalí por la Universidad de Daca. Obtuvo su PhD en lingüística por la Universidad de Edimburgo en 1976. Más tarde sirvió como miembro del Departamento de lengua y literatura en la Universidad de Daca. Su carrera temprana produjo trabajos en lingüística bengalí, principalmente sintaxis. 
Hacia fines de los 1980s,  empezó a escribir columnas en los periódicos centrándose en asuntos contemporáneos políticos. Sus comentarios continuaron durante los 1990s y más tarde se publicaron como libros. A través de sus textos de los 1990s, se posicionó como libre pensador y agnóstico. En sus trabajos criticaba abiertamente el extremismo religioso.

### Feminismo
En 1992 publicó el primer libro feminista comprensible en bengalí titulado Naari (Mujer). En gran parte semejante al Segundo Sexo por Simone de Beauvoir en contenidos e ideas, Naari recibió críticas positivas como obra literaria y le hizo ganar popularidad como un autor. En ese trabajo Azad laboriosamente compiló las ideas feministas occidentales agregándole las contribuciones feministas del subcontinente; y cuestionó las actitudes "antimujer" de algunos aclamados escritores bengalíes como Rabindranath Tagore. El trabajo, crítico hacia las concepciones patriarcales y macho chovinistas hacia las mujeres, produjo reacciones negativas de los conservadores. El Gobierno de Bangladés prohibió el libro en 1995. La prohibición fue finalmente levantada en 2000, tras una batalla legal que Azad ganó en el Tribunal supremo del país.

## Intento de asesinato
Azad temía por su vida desde su novela nueva, Pak Sar Jamin Triste Malo (el himno nacional de Pakistán; Bendita sea la Tierra Sagrada) que primero se publicó en el suplemento El Diario Ittefaq en 2003. En aquel escrito,  intentó exponer la política e ideología de fundamentalistas islámicos de Bangladés. Después de publicado en libro,  empezó recibir amenazas de los fundamentalistas.  En un correo electrónico a Mukto-mona, un sitio web independiente, donde era entonces miembro, Azad escribió:
El 27 de febrero de 2004, fui víctima de un intento de asesinato por agresores al acercarme al campus de la Universidad de Daca durante la feria anual Bangla del libro de la Academia. Una semana antes a esa agresión a Azad, Delwar Hossain Sayeedi, uno de los dirigentes religiosos renombrados de Bangladés reclamaron, en el parlamento, que las sátiras de Azad como Pak Sar Jamin Triste Malo se prohibieran y reclamó la introducción del Acta de Blasfemia al autor.
En 2006, el comandante de Jama'atul Mujahideen de Bangladés (JMB) admitió en interrogatorios de los servicios de seguridad que en sus operativos llevaron a cabo el ataque sobre el escritor Azad, así como dos otros asesinatos, explosiones de bomba, y ataques en cines.

## Muerte
El 12 de agosto de 2004, Azad fue encontrado muerto en su departamento en Múnich, Alemania, donde había llegado una semana antes para hacer una investigación sobre el poeta romántico alemán Heinrich Heine, varios meses después de los ataques extremistas islamistas, en la feria de libro, donde quedó herido. Sus familiares reclamaron una investigación, alegando que los mismos extremistas tenían relación con su muerte. Mientras vivió, Azad había expresado su deseo de entregar su cuerpo a la investigación médica después de su muerte. Pero, no se cumplió, su cadáver fue trasladado a Bangladés desde Alemania y está enterrado en Rarhikhal, su pueblo natal.

## Premios
Recibió numerosos premios; principalmente por sus trabajos literarios.
- Bangla Premio de academia (1986)
- Ekushey Padak (2012)

## Obra

### Poesía
- Aloukik Ishtimar (1973) অলৌকিক ইষ্টিমার
- Jolo Chitabagh (1980) জ্বলো চিতাবাঘ
- Shob Kichu Noshtoder Odhikare Jabe (1985) সব কিছু নষ্টদের অধিকারে যাবে
- Jotoi Gobhire Jai Modhu Jotoi Uporay Jai Neel (1987) যতোই গভীরে যাই মধু যতোই ওপরে যাই নীল
- Ami Bachay Chilam Onnoder Shomoy (1990) আমি বেঁচেছিলাম অন্যদের সময়ে
- Humayun Azader Shreshtho Kobita (1993) হুমায়ূন আজাদের শ্রেষ্ঠ কবিতা
- Adhunik Bangla Kobita (1994) আধুনিক বাঙলা কবিতা
- Kafone Mora Osrubindu (1998) কাফনে মোড়া অশ্রুবিন্দু
- Kabya Shonggroho (1998) কাব্য সংগ্রহ
- Peronor Kichhu Nei (2004) পেরোনোর কিছু নেই

### Ficción
- Chappanno Hazar Borgomile (1994) ছাপ্পান্নো হাজার বর্গমাইল [Cincuenta y seis mil Plaza Miles] OCLC 60043495 60043495
- Shob Kichu Bhenge Poro (1995) সব কিছু ভেঙে পড়ে ISBN 978-984-401-264-6
- Manush Hishbe Amar Oporadhshomuho (1996) মানুষ হিসেবে আমার অপরাধসমূহ
- Jadukorer Mrittu (1996) যাদুকরের মৃত্যু
- Shuvobroto, Alquitrán Shomporkito Shushomacher (1997) শুভব্রত, তার সম্পর্কিত সুসমাচার [Shuvobroto, y Su Evangelio]
- Rajnitibidgon (1998) রাজনীতিবিদগণ
- Kobi Othoba Dondito Aupurush (1999) কবি অথবা দন্ডিত অপুরুষ
- Nijer Shongge Nijer Jiboner Modhu (2000) নিজের সঙ্গে নিজের জীবনের মধু
- Fali Fali Ko Es Kata Chand (2001) ফালি ফালি ক'রে কাটা চাঁদ
- Uponnashshonggroho-Ak (2001) উপন্যাসসংগ্রহ-১ [Colección de Novelas, Vol. 1]
- Sraboner Brishtite Roktojoba (2002) শ্রাবণের বৃষ্টিতে রক্তজবা
- Uponnashshonggroho-Dui (2002) উপন্যাসসংগ্রহ-২ [Colección de Novelas, Vol. 2]
- Dosh Hazar Abong Aro Akti Dhorshon (2003) ১০,০০০, এবং আরো একটি ধর্ষণ [10,000, Y ! Más Violación] ISBN 978-984-40-1731-3
- Ekti Khuner svapna (2004) একটি খুনের স্বপ্ন
- Pak Sar Jamin Triste Malo (2004) পাক সার জমিন সাদ বাদ [La Tierra Sagrada Bendita]

### Crítica literaria
- Rabindraprobondho/Rashtro O Shomajchinta (1973) রবীন্দ্র প্রবন্ধ/রাষ্ট্র ও সমাজচিন্তা
- Shamsur Rahman/Nishshonggo Sherpa (1983) শামসুর রাহমান/নিঃসঙ্গ শেরপা
- Shilpokolar Bimanikikoron O Onnanno Probondho (1988) শিল্পকলার বিমানবিকীকরণ ও অন্যান্য প্রবন্ধ
- Bhasha-Andolon:Shahittik Potobhumi (1990) ভাষা-আন্দোলন: সাহিত্যিক পটভূমি
- Naree (1992) নারী (গ্রন্থ)|নারী; prohibido entre 19 de noviembre de 1995 y 7 de marzo de 2000
- Protikkriashilotar Dirgho Chayar Nicho (1992) প্রতিক্রিয়াশীলতার দীর্ঘ ছায়ার নিচে
- Nibir Nilima (1992) নিবিড় নীলিমা
- Matal Torony (1992) মাতাল তরণী
- Norokay Anonto Hritu (1992) নরকে অনন্ত ঋতু
- Jolpai Ronger Andhokar (1992) জলপাই রঙের অন্ধকার
- Shimaboddhotar Shutro (1993) সীমাবদ্ধতার সূত্র
- Adhar O Adhayo (1993) আধার ও আধেয়
- Amar Abishshash (1997) আমার অবিশ্বাস
- Parbotto Chattagram: Shobuj Paharer Bhetor Diye Probahito Hingshar Jhornadhara (1997) পার্বত্য চট্টগ্রাম: সবুজ পাহাড়ের ভেতর দিয়ে প্রবাহিত হিংসার ঝরনাধারা
- Nirbachito Probondho (1999) নির্বাচিত প্রবন্ধ
- Mohabishsho (2000) মহাবিশ্ব
- Ditio Lingo (2001) দ্বিতীয় লিঙ্গ; traducción del Segundo Sexo por Simone de Beauvoir
- Amra Ki Ai Bangladesh Cheyechilam (2003) আমরা কি এই বাঙলাদেশ চেয়েছিলাম
- Dhormanuvutir Upokotha (2004) ধর্মানভূতির উপকথা ও অন্যান্য
- Amar Notun Jonmo (2005) আমার নতুন জন্ম ISBN 984-401-839-0
- Amader Boimela (2006) আমাদের বইমেলা

### Lingüística
- Pronominalización en bengalí (1983)
- Bangla Bhashar Shotrumitro (1983) বাঙলা ভাষার শত্রুমিত্র
- Bakkototto (1984) বাক্যতত্ত্ব
- Bangla Bhasha v. 1 (1985) বাঙলা ভাষা @– প্রথম খন্ড
- Tulonamulok O Oitihashik Bhashabiggan (1988) তুলনামূলক ও ঐতিহাসিক ভাষাবিজ্ঞান
- Bangla Bhasha v. 2 (1994) বাঙলা ভাষা @– দ্বিতীয় খন্ড
- Arthobiggan (1999) অর্থবিজ্ঞান

### Literatura adolescente
- Lal Neel Dipaboli Ba Bangla Shahitter Jiboni (1976) লাল নীল দীপাবলি বা বাঙলা সাহিত্যের জীবনী
- Fuler Gondhe Ghum Ashena (1985) ফুলের গন্ধে ঘুম আসেনা
- Koto Nodi Shorobor Ba Bangla Bhashar Jiboni (1987) কতো নদী সরোবর বা বাঙলা ভাষার জীবনী ISBN 984-401-017-9
- Abbuke Mone Poro (1989) আব্বুকে মনে পড়ে ISBN 984-401-555-3
- Bukpokete Jonakipoka (1993) বুকপকেটে জোনাকিপোকা
- Amader Shohoray Akdol Debdut (1996) আমাদের শহরে একদল দেবদূত
- Andhokaray Gondhoraj (2003) অন্ধকারে গন্ধরাজ
- Nuestra Bangladesh Bonita (2004)

### Otros
- Humayun Azader Probochonguccho (1992) হুমায়ুন আজাদের প্রবচনগুচ্ছ
- Shakkhatkar (1994) সাক্ষাৎকার
- Attotayider Shonge Kothopokothon (1995) আততায়ীদের সঙ্গে কথোপকথন
- Bohumatrik Jotirmoy (1997) বহুমাত্রিক জ্যোতির্ময়
- Rabindranath Thakurer Prothom Kobita (1997) রবীন্দ্রনাথ ঠাকুরের প্রধান কবিতা